# Călan
Călan (rumænsk udtale: [kəˈlan]; tysk: Klandorf; ungarsk: Pusztakalán) er en by i distriktet Hunedoara i Rumænien. Byen har 10.055 (2021) indbyggere og  administrerer tolv landsbyer: Batiz (Batiz), Călanu Mic (Kiskalán), Grid, Nădăștia de Jos (Alsónádasd), Nădăștia de Sus (Felsőnádasd), Ohaba Streiului (Sztrigyohába), Sâncrai (Szentkirály), Sântămăria de Piatră (Kőboldogfalva), Strei (Zeikdorf); Zeykfalva), Strei-Săcel (Sztrigyszacsal), Streisângeorgiu (Sztrigyszentgyörgy) og Valea Sângeorgiului (Szentgyörgyválya).

## Geografi
Byen ligger i den centrale del af distriktet, i den historiske Țara Hațegului-region. Den ligger i dalen Strei-floden  i  230 meters højde. 
Călan, der gennemkøres af nationalvej DN66, ligger 10 km  fra Hunedoara, 15 km fra Simeria og 28 fra amtets hovedsæde, Deva. Jernbanestationen i Călan betjener jernbanelinjen CFR, der forbinder Simeria med Petroşani.